# Paulina (Metro de Chicago)
Paulina es una estación en la línea Marrón del Metro de Chicago. La estación se encuentra localizada en 3410 North Lincoln Avenue en Chicago, Illinois. La estación Paulina fue inaugurada el 18 de mayo de 1907.  La Autoridad de Tránsito de Chicago es la encargada por el mantenimiento y administración de la estación. La estación fue reabierta el 3 de abril de 2009 después de ser remodelada.

## Descripción
La estación Paulina cuenta con 2 plataformas laterales y 2 vías. 

## Conexiones
La estación es abastecida por las siguientes conexiones de autobuses: 
- Rutas del CTA Buses